# Burquina Fasso nos Jogos Olímpicos de Verão de 2004
Burquina Fasso competiu nos Jogos Olímpicos de Verão de 2004, em Atenas, na Grécia.